# Netherwitton
Netherwitton è un villaggio  con status di parrocchia civile dell'Inghilterra nord-orientale, facente parte della contea inglese del Northumberland e del distretto di Castle Morpeth. Conta una popolazione di circa 280 abitanti.

## Geografia fisica
Netherwitton si trova ad est del Northumberland National Park, tra i villaggi di Longwitton e Statton (rispettivamente ad est/nord-est del primo e ad ovest del secondo).

## Origini del nome
Il toponimo Netherwitton significa letteralmente "foreste basse".

## Storia

### Dalla fondazione ai giorni nostri
Nel XV secolo, il villaggio di Netherwitton fu acquisito da Roger Thornton, sindaco di Newcastle.

## Monumenti e luoghi d'interesse

### Architetture religiose

#### Chiesa di San Giles
Principale edificio religioso di Netherwitton è la chiesa di San Giles, eretta agli inizi del XV secolo e ricostruita nel 1864.

### Architetture civili

#### Netherwitton Hall
Altro importante edificio del villaggio è la Netherwitton Hall, una residenza costruita nel 1685 su progetto di Robert Trollope e per volere di Sir Nicholas Thornton.

## Società

### Evoluzione demografica
Al censimento del 2001, la parrocchia civile di Netherwitton contava una popolazione pari a 272 abitanti, di cui 144 erano donne e 128 erano uomini.